# 安勞特河
49°0′4″N 11°22′18″E / 49.00111°N 11.37167°E

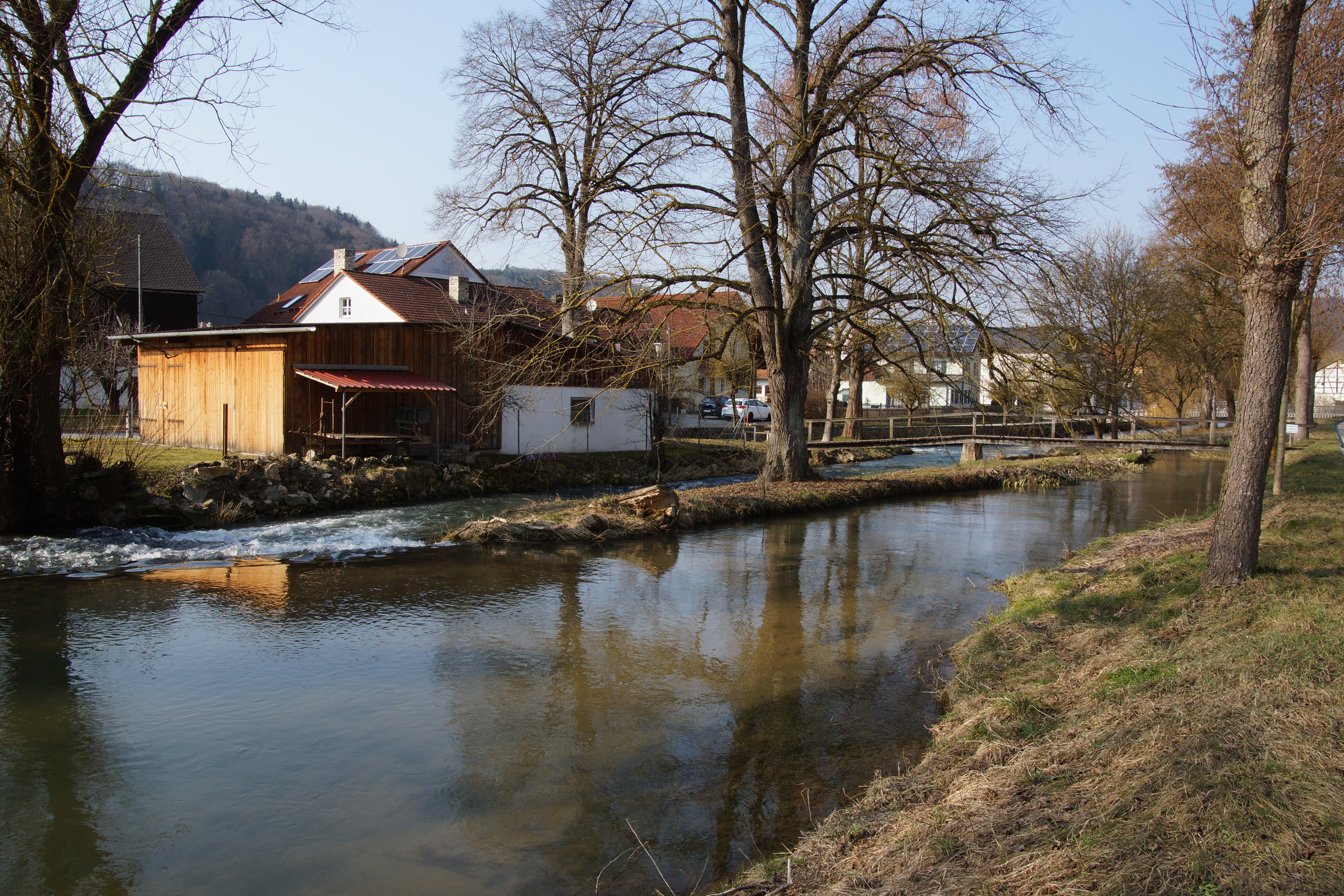
安勞特河

安勞特河（德語：Anlauter），是德國的河流，位於該國東南部，由巴伐利亞負責管轄，屬於施瓦察赫河的支流，河道全長28.7公里，河口處在金丁。